# Last Resort (single)
Last Resort is een single van de Amerikaanse band Papa Roach uit 2000. Het stond in hetzelfde jaar als tweede track op het album Infest, waar het de eerste single van was. Het was daarnaast ook onderdeel van de soundtrack van de film Ready to Rumble uit 2000.

## Achtergrond
Last Resort is geschreven door Jerry Horton jr., Jacoby Shaddix, Tobin Esperance en David Buckner en geproduceerd door Jay Baumgardner. Het is een nu metal-nummer dat gaat over de gedachte aan zelfmoord. Hoewel veel fans eerst dacht dat het ging over zanger Shaddix, ging het echter over zijn huisgenoot die had geprobeerd zelfmoord te plegen. Deze poging was mislukt en met die vriend ging het anno 2020 goed. Het lied staat bekend om zijn riff, welke eerst op een piano werd gespeeld, geïnspireerd door klassieke muziek. Nadat de riff op een gitaar werd gespeeld begon Shaddix de melodie te rappen.  Hoewel er door sommige fans geclaimd wordt dat de riff gestolen is van Genghis Khan van Iron Maiden, vertelde Shaddix dat hij pas vanaf 2004 naar de muziek van Iron Maiden begon te luisteren.
Volgens de zanger heeft het nummer meerdere levens gered.  Hierover vertelde hij dat hij regelmatig verhalen hoort van mensen die door het nummer zich over zelfmoord heen hebben kunnen zetten. De zanger zei hierop dat hij misschien wel zijn doel in het leven was om het lied te schrijven, zodat hij deze mensen kon helpen.

## Hitnoteringen
Het lied had wereldwijd successen in hitlijsten. De hoogste piekpositie was in het Verenigd Koninkrijk, waar het tot de derde plaats reikte. Het stond veertien weken in de Britse hitlijst. Andere top tien noteringen waren in Duitsland, de vierde plek, en in Oostenrijk, de zeven plek. Het stond respectievelijk zeventien en negentien weken in de hitlijsten van die landen. In Zwitserland was het 21 weken in de lijst te vinden en had het de 25e plek als piekpositie. In Nederland piekte het opvallend genoeg in zowel de Top 40 als de Mega Top 100 op de 32e plek, al stond het met dertien weken een stuk een stuk langer in de Single Top 100 dan in de Top 40, waar het slechts vier weken in stond. In de Verenigde Staten kwam het tot de 57e plek in de Billboard Hot 100, in de twintig weken dat het in de lijst stond. 